# Rodolfo Pippo
Rodolfo Pippo – piłkarz urugwajski, napastnik.
Pippo razem z klubem CA Peñarol dwa razy z rzędu zdobył tytuł mistrza Urugwaju - w 1953 i 1954 roku.
Jako piłkarz klubu CA Cerro wziął udział w turnieju Copa América 1957, gdzie Urugwaj zajął czwarte miejsce. Pippo zagrał w pięciu meczach - z Ekwadorem (w 74 minucie zmienił go Carlos Carranza), Argentyną (w 61 minucie zmienił go Omar Méndez), Peru (tylko w pierwszej połowie - w przerwie meczu zmienił go José Sasía), Brazylią (w 75 minucie zastąpił go José Sasía) i Chile.
Od 7 marca do 16 czerwca 1957 roku Pippo rozegrał w reprezentacji Urugwaju 8 meczów i nie zdobył żadnej bramki.